# Shulamitite
La shulamitite (simbolo IMA: Sla) è un minerale raro del supergruppo della perovskite, all'interno del quale viene collocato nel gruppo delle perovskiti non stechiometriche e da lì al sottogruppo della brownmillerite; appartiene alla famiglia degli "ossidi e idrossidi" con composizione chimica Ca3TiFe3+AlO8.

## Etimologia e storia
La shulamitite è stata chiamata in questo modo in onore di Shulamit Gross (1923 - 2012), geologa, mineralogista e membro emerito del "Geological Survey of Israel". Ha svolto molti dei primi lavori sulla formazione di "Hatrurim", dimostrando che molti dei minerali si sono formati per pirometamorfismo. Ha scoperto e descritto bentorite, ye'elimite e hatrurite. Anche il minerale grossite è chiamata così in suo onore. Il nome shulamitite, essendo un minerale bruno-rossastro, è anche correlato alla biblica Shulamit (in italiano, Sulamita), la donna dai capelli rossi amata da Re Salomone.
Il campione tipo è depositato presso il Museo mineralogico dell'Università statale di San Pietroburgo (Russia) con il numero di catalogo 1/19465, e presso il Museo geologico della Siberia centrale dell'Istituto di geologia e mineralogia "V.S. Sobolev" (Novosibirsk, Russia) con il numero di catalogo VII-87/1.

## Classificazione
La shulamitite è stata approvata dall'Associazione Mineralogica Internazionale (IMA) come specie minerale indipendente nel 2011, quindi non è presente nella classica nona edizione della sistematica dei minerali di Strunz, aggiornata dall'IMA fino al 2009.
Il minerale è presente nell'edizione successiva, proseguita dal database "mindat.org" e chiamata Classificazione Strunz-mindat, dove si trova nella classe "4. Ossidi (idrossidi, V[5,6] vanadati, arseniti, antimoniti, bismutiti, solfiti, seleniti, telluriti, iodati)" e nella sottoclasse "4.A Metallo:Ossigeno = 2:1 e 1:1"; questa viene ulteriormente suddivisa in base al rapporto metallo/ossigeno presente nel composto e alla dimensione dei cationi coinvolti, in modo tale da trovare la shulamitite nella sezione "4.AC M:O = 1:1 (e fino a 1:1,25); con cationi di grande dimensione (± cationi più piccoli)" dove insieme a brownmillerite, sharyginite e srebrodolskite forma il sistema nº 4.AC.10.
Nella Sistematica dei lapis (Lapis-Systematik) di Stefan Weiß la shulamitite è elencata nella classe degli "ossidi" e nella sottoclasse degli "ossidi con rapporto metallo:ossigeno = 1:1 e 2:1 (M2O, MO)" dove forma il sistema nº IV/A.07 insieme a bitikleite, brownmillerite, clorkyuygenite, clormayenite, dzhuluite, elbrusite, fluorkyuygenite, fluormayenite, srebrodolskite, tululite e usturite.

## Abito cristallino
La shulamitite cristallizza nel sistema ortorombico con il gruppo spaziale Pmma (gruppo nº 51) con i parametri di reticolo a = 5,4200(6) Å, b = 11,064(1) Å e c = 5,5383(7) Å, oltre a 2 unità di formula per cella unitaria.

## Origine e giacitura
La shulamitite è una fase accessoria importante nelle rocce metacarbonatiche di larnite-mayenite formate da metamorfismo di combustione ad altissima temperatura (1150-1170° C) e bassa pressione (facies spurrite-merwinite). La paragenesi è con larnite, mayenite ricca di fluoro, spinello contenente cromo, ye'elimite, fluorapatite e magnesioferrite.
La shulamitite è un minerale piuttosto raro ed è stata trovata in pochi siti: la formazione "Hatrium" (che è la località tipo) e Arad entrambi in Israele; i governatorati di Betlemme e di Gerusalemme (Palestina); nell'oblast' di Donec'k (Ucraina); Verőce (Ungheria); a Mayen e Ettringen (Germania); a Klöch (Austria); nell'oblast' di Čeljabinsk (Russia).

## Forma in cui si presenta in natura
La shulamitite si trova sotto forma di granuli o piastrine prismatiche con dimensioni fino a 200 μm, anche come aggregati geminati a forma di stella. Il minerale ha lucentezza da adamantina a semi-metallica; il colore è marrone rossastro, che diventa da grigio a grigio chiaro in luce riflessa con riflessi interni giallo-marroni. Il colore del suo striscio è marrone chiaro.